# Edinburg (Texas)
Edinburg is een plaats (city) in de Amerikaanse staat Texas, en valt bestuurlijk gezien onder Hidalgo County.

## Demografie
Bij de volkstelling in 2000 werd het aantal inwoners vastgesteld op 48.465.
In 2006 is het aantal inwoners door het United States Census Bureau geschat op 66.672, een stijging van 18207 (37.6%).

## Geografie
Volgens het United States Census Bureau beslaat de plaats een oppervlakte van
96,9 km², waarvan 96,8 km² land en 0,1 km² water. Edinburg ligt op ongeveer 30 m boven zeeniveau.

## Plaatsen in de nabije omgeving
De onderstaande figuur toont nabijgelegen plaatsen in een straal van 12 km rond Edinburg.